# コンクリート・ポエトリー
コンクリート・ポエトリー（英: Concrete poetry）とは、言葉の意味を排除し、形式・形態にこだわった詩のことである。より厳密には、在来する制度と結びついた記号の意味の解放を目的とした詩を意味している。ここでは特に日本のコンクリート・ポエトリー運動について述べる。

## 概要

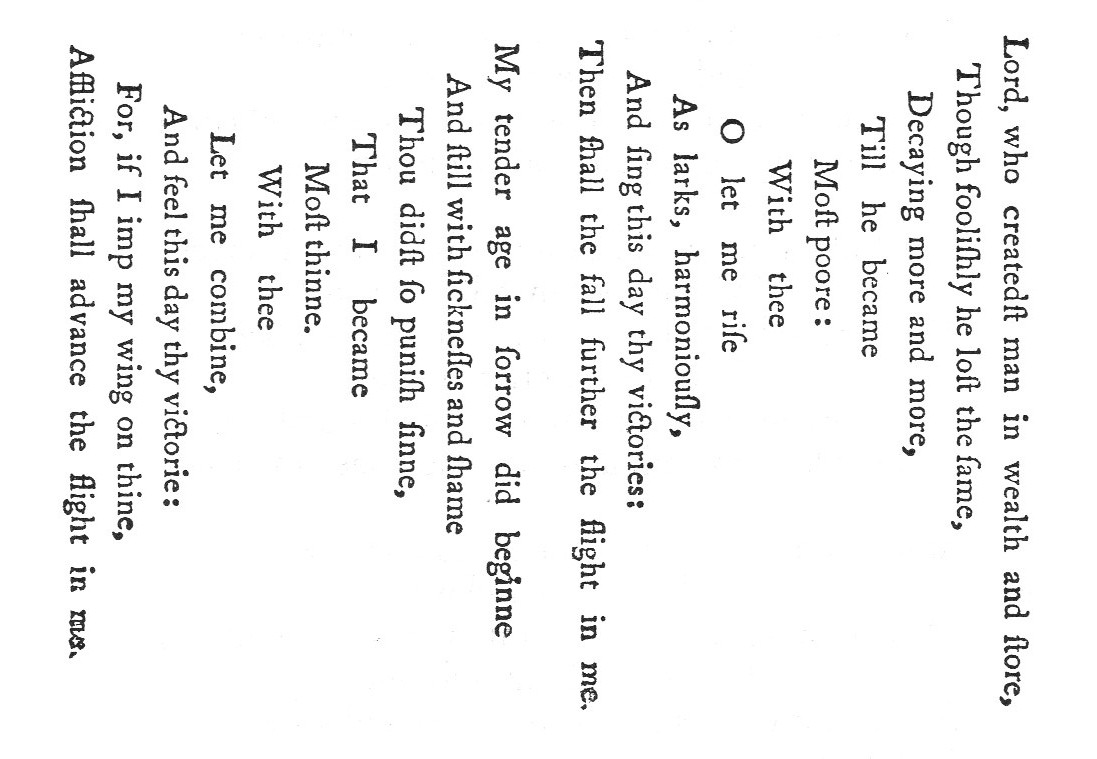
ジョージ・ハーバートによる"春の翼" (1633), ページいっぱいに広がる天使の翼を表現している

世界的にはコンクリート・ポエトリーの歴史は古く、17世紀にはジョージ・ハーバートによる「春の翼」という作品が発表されている。その後、ステファヌ・マラルメの「賽の一擲」やギヨーム・アポリネールの「カリグラム」、E・E・カミングス、エズラ・パウンドらがコンクリート・ポエトリーの基礎を作っていった。

## 歴史
1953年にE.ゴムリンガー (Eugen Gomringer) が『星座』を発表、マックス・ビルの「Konkrete Kunst」の理念の影響下、「Konkrete Dichtung」を打ちだし、コンクリート・ポエトリーという概念を打ち立てた。
時を待たずして1956年には北園克衛と新国誠一が具体詩宣言を出した。これが戦後日本におけるコンクリート・ポエトリー運動の始まりである。北園克衛は写真と詩とを区別しないパースペクティブを打ち立て、自身も写真集を出している。新国誠一は漢字を基礎とした「川または州」「反戦」のような作品を制作し、空間主義宣言を提唱し、詩の朗読を重要視していた。
他の著名な日本のコンクリート・ポエトリーの詩人とされている人物には、向井周太郎や藤富保男がいる。世界的にはブラジルのレノラ・デ・バロスなどがいる。
また、東日本大地震以降発表されているni_kaのAR詩、モニタ詩は、北園克衛や新国誠一の影響下で制作されている。また、最果タヒもネット上にコンクリートポエトリー的なゲームを発表している。